# Bataille d'Abydos
Guerre du Péloponnèse
Batailles
- Sybota
- Potidée
- Chalcis
- Patras
- Naupacte
- Mytilène
- Tanagra
- Étolie
- Olpae
- Idomene
- Pylos
- Sphactérie
- Délion
- Amphipolis
- Mantinée
- Mélos
- Expédition de Sicile
- Symi
- Érétrie
- Cynosséma
- Abydos
- Cyzique
- Notion
- Arginuses
- Aigos Potamos

La bataille d'Abydos est une bataille qui a eu lieu en -411, au cours de la guerre du Péloponnèse, et qui a vu la victoire de la flotte athénienne sur la flotte spartiate, qui était partie porter secours à une flottille alliée piégée par les Athéniens dans le détroit des Dardanelles. La bataille fut acharnée pendant plusieurs heures avant que l'arrivée de 18 navires athéniens commandés par Alcibiade ne fassent pencher la balance de leur côté. Les Spartiates durent battre en retraite sur leur base navale d'Abydos mais subirent de lourdes pertes.